# Protokultura
Protokultura – pojęcie określające wszystko to, co w świecie zwierzęcym jest rezultatem uczenia się oraz pozagenetycznego przekazu informacji; forma zalążkowa kultury rozumianej jako nabywanie informacji, nawyków, wzorów poprzez doświadczenie i uczenie się oraz przekazywanie w drodze przyswajania pozagenetycznego.